# Epargyreus
Genre
Epargyreus est un genre américain de lépidoptères de la famille des Hesperiidae et de la sous-famille des Pyrginae.

## Liste des espèces
Selon Funet :
- Epargyreus antaeus (Hewitson, 1867)
- Epargyreus aspina Evans, 1952
- Epargyreus barisses (Hewitson, 1874)
- Epargyreus brodkorbi Freeman, 1969
- Epargyreus clarus (Cramer, [1775])
- Epargyreus clavicornis (Herrich-Schäffer, 1869)
- Epargyreus deleoni Freeman, 1977
- Epargyreus enispe (Hewitson, 1867)
- Epargyreus exadeus (Cramer, [1780])
- Epargyreus nutra Evans, 1952
- Epargyreus socus (Hübner, [1825])
- Epargyreus spanna Evans, 1952
- Epargyreus spina Evans, 1952
- Epargyreus spinosa Evans, 1952
- Epargyreus spinta Evans, 1952
- Epargyreus tmolis (Burmeister, 1875)
- Epargyreus windi Freeman, 1969
- Epargyreus zestos (Geyer, 1832)